# CEV Champions League 2023-2024 (femminile)
La CEV Champions League 2023-2024, 64ª edizione della Champions League di pallavolo femminile, si è svolta dal 10 ottobre 2023 al 5 maggio 2024: al torneo hanno partecipato ventisei squadre di club europee e la vittoria finale è andata per la seconda volta all'Imoco.

## Regolamento

### Formula
La formula ha previsto:
- Primo turno di qualificazione, a cui hanno partecipato otto delle ventisei squadre: divise in due gruppi da quattro squadre ciascuno, hanno disputato un girone all'italiana in sede unica, con gare di sola andata: le prime due classificate di ciascun gruppo hanno acceduto al secondo turno, mentre le rimanenti squadre sono state ammesse ai sedicesimi di finale della Coppa CEV;
- Secondo turno di qualificazione, disputato con la stessa formula con un singolo gruppo di quattro squadre: le prime due classificate hanno acceduto alla fase a gironi, le rimanenti hanno acceduto alla Coppa CEV;
- Fase a gironi, disputata con girone all'italiana, con gare di andata e ritorno, per un totale di sei giornate: le prime classificate di ogni girone hanno acceduto ai quarti di finale della fase ad eliminazione diretta, le seconde classificate e la migliore terza classificata hanno acceduto ai Play-off della fase a eliminazione diretta, mentre le ulteriori squadre classificate al terzo posto hanno acceduto ai quarti di finale dalla Coppa CEV;
- Fase a eliminazionale diretta, disputata con:
  - Play-off, quarti di finale e semifinali, giocate con gare di andata e ritorno;
  - Finale, giocata con gara unica.

### Criteri di classifica
Se il risultato finale è stato di 3-0 o 3-1 sono stati assegnati 3 punti alla squadra vincente e 0 a quella sconfitta, se il risultato finale è stato di 3-2 sono stati assegnati 2 punti alla squadra vincente e 1 a quella sconfitta.
L'ordine del posizionamento in classifica è stato definito in base a:
- Numero di partite vinte;
- Punti;
- Ratio dei set vinti/persi;
- Ratio dei punti realizzati/subiti;
- Risultati degli scontri diretti.

## Squadre partecipanti
| - Asterix Avo - Gacko - Marica - HAOK Mladost - Mulhouse - Volero Le Cannet - MTV Stoccarda | - Potsdam - Hapoël Kfar Saba - Imoco - Pro Victoria - Savino Del Bene - Herceg Novi - Budowlani Łódź | - Developres Rzeszów - ŁKS - Královo Pole - Alba-Blaj - Jedinstvo Stara Pazova - Kamnik - JAV Olímpico | - Eczacıbaşı - Fenerbahçe - VakıfBank - Prometej - Vasas |

## Torneo

### Fase di qualificazione

#### Primo turno

##### Pool I

###### Risultati
| 12 ottobre 2023 Dom odbojke Bojan Stranić, Zagabria Durata: 1h:10 - Spettatori: 35  | Gacko        | 0 - 3 | Asterix Avo  | 20-25, 24-26, 12-25               |
| 12 ottobre 2023 Dom odbojke Bojan Stranić, Zagabria Durata: 1h:09 - Spettatori: 170 | HAOK Mladost | 3 - 0 | Herceg Novi  | 25-17, 25-17, 25-19               |
| 13 ottobre 2023 Dom odbojke Bojan Stranić, Zagabria Durata: 1h:42 - Spettatori: 40  | Gacko        | 1 - 3 | Herceg Novi  | 19-25, 25-23, 20-25, 20-25        |
| 13 ottobre 2023 Dom odbojke Bojan Stranić, Zagabria Durata: 1h:17 - Spettatori: 305 | Asterix Avo  | 3 - 0 | HAOK Mladost | 30-28, 25-19, 25-21               |
| 14 ottobre 2023 Dom odbojke Bojan Stranić, Zagabria Durata: 1h:55 - Spettatori: 55  | Herceg Novi  | 2 - 3 | Asterix Avo  | 19-25, 25-20, 19-25, 25-19, 12-15 |
| 14 ottobre 2023 Dom odbojke Bojan Stranić, Zagabria Durata: 1h:30 - Spettatori: 135 | HAOK Mladost | 3 - 1 | Gacko        | 21-25, 25-21, 25-17, 25-21        |

###### Classifica
| Pos. | Squadra      | Pt | G | V | P | SV | SP | Ratio | PF  | PS  | Ratio |
| ---- | ------------ | -- | - | - | - | -- | -- | ----- | --- | --- | ----- |
| 1.   | Asterix Avo  | 8  | 3 | 3 | 0 | 9  | 2  | 4,500 | 260 | 224 | 1,161 |
| 2.   | HAOK Mladost | 6  | 3 | 2 | 1 | 6  | 4  | 1,500 | 239 | 217 | 1,101 |
| 3.   | Herceg Novi  | 4  | 3 | 1 | 2 | 5  | 7  | 0,714 | 251 | 263 | 0,954 |
| 4.   | Gacko        | 0  | 3 | 0 | 3 | 2  | 9  | 0,222 | 224 | 270 | 0,830 |

      Qualificata al secondo turno.
      Qualificata ai sedicesimi di finale di Coppa CEV.

##### Pool II

###### Risultati
| 10 ottobre 2023 Sportovní hala Vodova, Brno Durata: 1h:28 - Spettatori: 50  | Alba-Blaj        | 3 - 0 | JAV Olímpico     | 25-23, 25-16, 25-18              |
| 10 ottobre 2023 Sportovní hala Vodova, Brno Durata: - Spettatori:           | Královo Pole     | 3 - 0 | Hapoël Kfar Saba | 25-0, 25-0, 25-0                 |
| 11 ottobre 2023 Sportovní hala Vodova, Brno Durata: - Spettatori:           | Alba-Blaj        | 3 - 0 | Hapoël Kfar Saba | 25-0, 25-0, 25-0                 |
| 11 ottobre 2023 Sportovní hala Vodova, Brno Durata: 2h:07 - Spettatori: 550 | JAV Olímpico     | 2 - 3 | Královo Pole     | 25-16, 18-25, 27-25, 23-25, 9-15 |
| 12 ottobre 2023 Sportovní hala Vodova, Brno Durata: - Spettatori:           | Hapoël Kfar Saba | 0 - 3 | JAV Olímpico     | 0-25, 0-25, 0-25                 |
| 12 ottobre 2023 Sportovní hala Vodova, Brno Durata: 1h:51 - Spettatori: 250 | Královo Pole     | 1 - 3 | Alba-Blaj        | 25-23, 11-25, 21-25, 15-25       |

###### Classifica
| Pos. | Squadra          | Pt | G | V | P | SV | SP | Ratio | PF  | PS  | Ratio |
| ---- | ---------------- | -- | - | - | - | -- | -- | ----- | --- | --- | ----- |
| 1.   | Alba-Blaj        | 9  | 3 | 3 | 0 | 9  | 1  | 9,000 | 248 | 129 | 1,922 |
| 2.   | Královo Pole     | 5  | 3 | 2 | 1 | 7  | 5  | 1,400 | 253 | 200 | 1,265 |
| 3.   | JAV Olímpico     | 4  | 3 | 1 | 2 | 5  | 6  | 0,833 | 234 | 181 | 1,293 |
| 4.   | Hapoël Kfar Saba | 0  | 3 | 0 | 3 | 0  | 9  | 0,000 | 0   | 225 | 0,000 |

      Qualificata al secondo turno.
      Qualificata ai sedicesimi di finale di Coppa CEV.

#### Secondo turno

##### Pool III

###### Risultati
| 24 ottobre 2023 Sala polivalentă Alba Blaj, Blaj Durata: 1h:57 - Spettatori: 230   | Asterix Avo  | 3 - 2 | HAOK Mladost | 25-19, 21-25, 25-13, 24-26, 15-9  |
| 24 ottobre 2023 Sala polivalentă Alba Blaj, Blaj Durata: 1h:58 - Spettatori: 1 100 | Alba-Blaj    | 3 - 1 | Královo Pole | 22-25, 25-23, 25-16, 25-14        |
| 25 ottobre 2023 Sala polivalentă Alba Blaj, Blaj Durata: 1h:05 - Spettatori: 200   | Asterix Avo  | 3 - 0 | Královo Pole | 25-11, 25-14, 25-17               |
| 25 ottobre 2023 Sala polivalentă Alba Blaj, Blaj Durata: 2h:13 - Spettatori: 1 170 | HAOK Mladost | 2 - 3 | Alba-Blaj    | 25-21, 21-25, 28-26, 15-25, 13-15 |
| 26 ottobre 2023 Sala polivalentă Alba Blaj, Blaj Durata: 1h:06 - Spettatori: 150   | Královo Pole | 0 - 3 | HAOK Mladost | 15-25, 17-25, 17-25               |
| 26 ottobre 2023 Sala polivalentă Alba Blaj, Blaj Durata: 1h:20 - Spettatori: 1 280 | Alba-Blaj    | 0 - 3 | Asterix Avo  | 20-25, 20-25, 19-25               |

###### Classifica
| Pos. | Squadra      | Pt | G | V | P | SV | SP | Ratio | PF  | PS  | Ratio |
| ---- | ------------ | -- | - | - | - | -- | -- | ----- | --- | --- | ----- |
| 1.   | Asterix Avo  | 8  | 3 | 3 | 0 | 9  | 2  | 4,500 | 260 | 193 | 1,347 |
| 2.   | Alba-Blaj    | 5  | 3 | 2 | 1 | 6  | 6  | 1,000 | 268 | 255 | 1,051 |
| 3.   | HAOK Mladost | 5  | 3 | 1 | 2 | 7  | 6  | 1,167 | 269 | 271 | 0,993 |
| 4.   | Královo Pole | 0  | 3 | 0 | 3 | 1  | 9  | 0,111 | 169 | 247 | 0,684 |

      Qualificata alla fase a gironi.
      Qualificata ai sedicesimi di finale di Coppa CEV.

### Fase a gironi
| Girone A               | Girone B        | Girone C       | Girone D           | Girone E         |
| ---------------------- | --------------- | -------------- | ------------------ | ---------------- |
| Jedinstvo Stara Pazova | Eczacıbaşı      | Budowlani Łódź | Asterix Avo        | Alba-Blaj        |
| Mulhouse               | Marica          | Fenerbahçe     | Developres Rzeszów | ŁKS              |
| Pro Victoria           | Savino Del Bene | Kamnik         | Imoco              | Prometej         |
| VakıfBank              | Vasas           | Potsdam        | MTV Stoccarda      | Volero Le Cannet |

#### Girone A

##### Risultati
| 9 novembre 2023 Arena di Monza, Monza Durata: 1h:14 - Spettatori: 1 623            | Pro Victoria           | 3 - 0 | Jedinstvo Stara Pazova | 25-15, 25-16, 25-20               |
| 8 novembre 2023 VakıfBank Spor Sarayı, Istanbul Durata: 1h:28 - Spettatori: 1 700  | VakıfBank              | 3 - 0 | Mulhouse               | 25-22, 25-13, 29-27               |
| 14 novembre 2023 Palais des Sports, Mulhouse Durata: 1h:07 - Spettatori: 2 184     | Mulhouse               | 0 - 3 | Pro Victoria           | 11-25, 12-25, 22-25               |
| 15 novembre 2023 Sportsko Poslovni Centar, Ruma Durata: 1h:12 - Spettatori: 2 210  | Jedinstvo Stara Pazova | 0 - 3 | VakıfBank              | 15-25, 17-25, 14-25               |
| 29 novembre 2023 VakıfBank Spor Sarayı, Istanbul Durata: 1h:05 - Spettatori: 2 415 | VakıfBank              | 0 - 3 | Pro Victoria           | 17-25, 17-25, 16-25               |
| 29 novembre 2023 Sportsko Poslovni Centar, Ruma Durata: 1h:54 - Spettatori: 2 800  | Jedinstvo Stara Pazova | 3 - 2 | Mulhouse               | 21-25, 25-20, 21-25, 25-18, 15-4  |
| 6 dicembre 2023 Arena di Monza, Monza Durata: 1h:33 - Spettatori: 2 221            | Pro Victoria           | 3 - 1 | Mulhouse               | 25-18, 18-25, 25-16, 25-13        |
| 6 dicembre 2023 VakıfBank Spor Sarayı, Istanbul Durata: 1h:41 - Spettatori: 2 050  | VakıfBank              | 3 - 1 | Jedinstvo Stara Pazova | 25-22, 21-25, 25-19, 25-17        |
| 10 gennaio 2024 Sportsko Poslovni Centar, Ruma Durata: 1h:05 - Spettatori: 2 000   | Jedinstvo Stara Pazova | 0 - 3 | Pro Victoria           | 14-25, 16-25, 13-25               |
| 9 gennaio 2024 Palais des Sports, Mulhouse Durata: 1h:13 - Spettatori: 2 739       | Mulhouse               | 0 - 3 | VakıfBank              | 22-25, 20-25, 17-25               |
| 16 gennaio 2024 Palalido, Milano Durata: 1h:57 - Spettatori: 4 647                 | Pro Victoria           | 2 - 3 | VakıfBank              | 20-25, 17-25, 25-22, 25-18, 12-15 |
| 16 gennaio 2024 Palais des Sports, Mulhouse Durata: 1h:43 - Spettatori: 2 146      | Mulhouse               | 1 - 3 | Jedinstvo Stara Pazova | 25-22, 20-25, 15-25, 22-25        |

##### Classifica
| Pos. | Squadra                | Pt | G | V | P | SV | SP | Ratio | PF  | PS  | Ratio |
| ---- | ---------------------- | -- | - | - | - | -- | -- | ----- | --- | --- | ----- |
| 1.   | Pro Victoria           | 16 | 6 | 5 | 1 | 17 | 4  | 4,250 | 492 | 366 | 1,344 |
| 2.   | VakıfBank              | 14 | 6 | 5 | 1 | 15 | 6  | 2,500 | 480 | 424 | 1,132 |
| 3.   | Jedinstvo Stara Pazova | 5  | 6 | 2 | 4 | 7  | 15 | 0,467 | 427 | 495 | 0,863 |
| 4.   | Mulhouse               | 1  | 6 | 0 | 6 | 4  | 18 | 0,222 | 412 | 526 | 0,783 |

      Qualificata ai quarti di finale.
      Qualificata ai play-off.
      Qualificata ai quarti di finale di Coppa CEV.

#### Girone B

##### Risultati
| 8 novembre 2023 Burhan Felek Spor Salonu, Istanbul Durata: 1h:28 - Spettatori: 2 875 | Eczacıbaşı      | 3 - 0 | Vasas           | 27-25, 25-21, 25-17              |
| 8 novembre 2023 Palazzo Wanny, Firenze Durata: 1h:08 - Spettatori: 1 300             | Savino Del Bene | 3 - 0 | Marica          | 25-15, 25-14, 25-11              |
| 16 novembre 2023 Kolodruma, Plovdiv Durata: 1h:12 - Spettatori: 2 188                | Marica          | 0 - 3 | Eczacıbaşı      | 13-25, 16-25, 20-25              |
| 15 novembre 2023 Érd Aréna, Érd Durata: 1h:22 - Spettatori: 1 000                    | Vasas           | 0 - 3 | Savino Del Bene | 18-25, 18-25, 22-25              |
| 29 novembre 2023 Palazzo Wanny, Firenze Durata: 2h:02 - Spettatori: 1 405            | Savino Del Bene | 3 - 1 | Eczacıbaşı      | 25-14, 25-27, 27-25, 25-23       |
| 29 novembre 2023 Érd Aréna, Érd Durata: 2h:08 - Spettatori: 1 050                    | Vasas           | 2 - 3 | Marica          | 25-22, 17-25, 18-25, 25-14, 8-15 |
| 5 dicembre 2023 Burhan Felek Spor Salonu, Istanbul Durata: 1h:16 - Spettatori: 1 350 | Eczacıbaşı      | 3 - 0 | Marica          | 25-19, 25-20, 25-19              |
| 6 dicembre 2023 Palazzo Wanny, Firenze Durata: 1h:06 - Spettatori: 900               | Savino Del Bene | 3 - 0 | Vasas           | 25-14, 25-19, 25-15              |
| 10 gennaio 2024 Érd Aréna, Érd Durata: 1h:45 - Spettatori: 1 020                     | Vasas           | 1 - 3 | Eczacıbaşı      | 15-25, 16-25, 25-20, 22-25       |
| 10 gennaio 2024 Kolodruma, Plovdiv Durata: 1h:13 - Spettatori: 2 023                 | Marica          | 0 - 3 | Savino Del Bene | 20-25, 14-25, 16-25              |
| 16 gennaio 2024 Burhan Felek Spor Salonu, Istanbul Durata: 1h:47 - Spettatori: 3 950 | Eczacıbaşı      | 1 - 3 | Savino Del Bene | 23-25, 21-25, 25-16, 23-25       |
| 16 gennaio 2024 Kolodruma, Plovdiv Durata: 1h:18 - Spettatori: 2 495                 | Marica          | 0 - 3 | Vasas           | 24-26, 19-25, 17-25              |

##### Classifica
| Pos. | Squadra         | Pt | G | V | P | SV | SP | Ratio | PF  | PS  | Ratio |
| ---- | --------------- | -- | - | - | - | -- | -- | ----- | --- | --- | ----- |
| 1.   | Savino Del Bene | 18 | 6 | 6 | 0 | 18 | 2  | 9,000 | 493 | 377 | 1,308 |
| 2.   | Eczacıbaşı      | 12 | 6 | 4 | 2 | 14 | 7  | 2,000 | 503 | 441 | 1,141 |
| 3.   | Vasas           | 4  | 6 | 1 | 5 | 6  | 15 | 0,400 | 416 | 483 | 0,861 |
| 4.   | Marica          | 2  | 6 | 1 | 5 | 3  | 17 | 0,176 | 358 | 469 | 0,763 |

      Qualificata ai quarti di finale.
      Qualificata ai play-off.
      Qualificata ai quarti di finale di Coppa CEV.

#### Girone C

##### Risultati
| 7 novembre 2023 Burhan Felek Spor Salonu, Istanbul Durata: 1h:07 - Spettatori: 1 195 | Fenerbahçe     | 3 - 0 | Kamnik         | 25-16, 25-18, 25-19               |
| 7 novembre 2023 Łódź Sport Arena, Łódź Durata: 1h:20 - Spettatori: 846               | Budowlani Łódź | 0 - 3 | Potsdam        | 21-25, 18-25, 24-26               |
| 14 novembre 2023 MBS Arena Potsdam, Potsdam Durata: 6h:19 - Spettatori: 2 125        | Potsdam        | 0 - 3 | Fenerbahçe     | 18-25, 20-25, 19-25               |
| 14 novembre 2023 Hala Tivoli, Lubiana Durata: 1h:42 - Spettatori: 300                | Kamnik         | 1 - 3 | Budowlani Łódź | 22-25, 25-14, 18-25, 17-25        |
| 28 novembre 2023 Łódź Sport Arena, Łódź Durata: 1h:17 - Spettatori: 2 426            | Budowlani Łódź | 0 - 3 | Fenerbahçe     | 24-26, 18-25, 19-25               |
| 30 novembre 2023 Hala Tivoli, Lubiana Durata: 2h:18 - Spettatori: 423                | Kamnik         | 2 - 3 | Potsdam        | 25-18, 23-25, 18-25, 25-23, 14-16 |
| 6 dicembre 2023 Burhan Felek Spor Salonu, Istanbul Durata: 1h:06 - Spettatori: 2 472 | Fenerbahçe     | 3 - 0 | Potsdam        | 25-13, 25-19, 25-15               |
| 6 dicembre 2023 Łódź Sport Arena, Łódź Durata: 1h:22 - Spettatori: 723               | Budowlani Łódź | 3 - 0 | Kamnik         | 25-22, 25-17, 25-17               |
| 11 gennaio 2024 Hala Tivoli, Lubiana Durata: 1h:11 - Spettatori: 450                 | Kamnik         | 0 - 3 | Fenerbahçe     | 21-25, 17-25, 19-25               |
| 10 gennaio 2024 MBS Arena Potsdam, Potsdam Durata: 1h:45 - Spettatori: 795           | Potsdam        | 3 - 1 | Budowlani Łódź | 20-25, 25-16, 26-24, 25-18        |
| 16 gennaio 2024 Burhan Felek Spor Salonu, Istanbul Durata: 1h:11 - Spettatori: 3 002 | Fenerbahçe     | 3 - 0 | Budowlani Łódź | 25-20, 25-19, 25-17               |
| 16 gennaio 2024 MBS Arena Potsdam, Potsdam Durata: 1h:16 - Spettatori: 958           | Potsdam        | 3 - 0 | Kamnik         | 30-28, 25-10, 25-18               |

##### Classifica
| Pos. | Squadra        | Pt | G | V | P | SV | SP | Ratio | PF  | PS  | Ratio |
| ---- | -------------- | -- | - | - | - | -- | -- | ----- | --- | --- | ----- |
| 1.   | Fenerbahçe     | 18 | 6 | 6 | 0 | 18 | 0  | MAX   | 451 | 331 | 1,363 |
| 2.   | Potsdam        | 11 | 6 | 4 | 2 | 12 | 9  | 1,333 | 463 | 457 | 1,013 |
| 3.   | Budowlani Łódź | 6  | 6 | 2 | 4 | 7  | 13 | 0,538 | 427 | 461 | 0,926 |
| 4.   | Kamnik         | 1  | 6 | 0 | 6 | 3  | 18 | 0,167 | 409 | 501 | 0,816 |

      Qualificata ai quarti di finale.
      Qualificata ai play-off.
      Qualificata ai quarti di finale di Coppa CEV.

#### Girone D

##### Risultati
| 7 novembre 2023 PalaVerde, Villorba Durata: 1h:16 - Spettatori: 2 830      | Imoco              | 3 - 0 | Asterix Avo        | 27-25, 25-16, 25-16               |
| 7 novembre 2023 Hala Podpromie, Rzeszów Durata: 2h:14 - Spettatori: 1 200  | Developres Rzeszów | 3 - 2 | MTV Stoccarda      | 23-25, 26-24, 17-25, 25-23, 15-12 |
| 15 novembre 2023 SCHARRena, Stoccarda Durata: 1h:40 - Spettatori: 2 147    | MTV Stoccarda      | 1 - 3 | Imoco              | 25-21, 19-25, 20-25, 18-25        |
| 16 novembre 2023 Topsporthal, Beveren Durata: 1h:46 - Spettatori: 453      | Asterix Avo        | 1 - 3 | Developres Rzeszów | 19-25, 24-26, 25-22, 14-25        |
| 29 novembre 2023 Hala Podpromie, Rzeszów Durata: 1h:40 - Spettatori: 2 850 | Developres Rzeszów | 1 - 3 | Imoco              | 15-25, 15-25, 25-17, 26-28        |
| 28 novembre 2023 Topsporthal, Beveren Durata: 1h:11 - Spettatori: 650      | Asterix Avo        | 0 - 3 | MTV Stoccarda      | 20-25, 18-25, 16-25               |
| 5 dicembre 2023 PalaVerde, Villorba Durata: 1h:14 - Spettatori: 2 730      | Imoco              | 3 - 0 | MTV Stoccarda      | 25-19, 25-15, 25-23               |
| 7 dicembre 2023 Hala Podpromie, Rzeszów Durata: 1h:44 - Spettatori: 1 980  | Developres Rzeszów | 3 - 1 | Asterix Avo        | 25-23, 25-16, 23-25, 25-18        |
| 11 gennaio 2024 Topsporthal, Beveren Durata: 1h:05 - Spettatori: 1 000     | Asterix Avo        | 0 - 3 | Imoco              | 11-25, 14-25, 14-25               |
| 10 gennaio 2024 SCHARRena, Stoccarda Durata: 2h:05 - Spettatori: 1 902     | MTV Stoccarda      | 3 - 2 | Developres Rzeszów | 21-25, 20-25, 25-19, 25-14, 15-9  |
| 16 gennaio 2024 PalaVerde, Villorba Durata: 1h:28 - Spettatori: 2 130      | Imoco              | 3 - 1 | Developres Rzeszów | 25-16, 23-25, 25-16, 25-11        |
| 16 gennaio 2024 SCHARRena, Stoccarda Durata: 1h:03 - Spettatori: 1 879     | MTV Stoccarda      | 3 - 0 | Asterix Avo        | 25-14, 25-13, 25-16               |

##### Classifica
| Pos. | Squadra            | Pt | G | V | P | SV | SP | Ratio | PF  | PS  | Ratio |
| ---- | ------------------ | -- | - | - | - | -- | -- | ----- | --- | --- | ----- |
| 1.   | Imoco              | 18 | 6 | 6 | 0 | 18 | 3  | 6,000 | 516 | 384 | 1,344 |
| 2.   | MTV Stoccarda      | 9  | 6 | 3 | 3 | 12 | 11 | 1,091 | 504 | 466 | 1,082 |
| 3.   | Developres Rzeszów | 9  | 6 | 3 | 3 | 13 | 13 | 1,000 | 543 | 572 | 0,949 |
| 4.   | Asterix Avo        | 0  | 6 | 0 | 6 | 2  | 18 | 0,111 | 357 | 498 | 0,717 |

      Qualificata ai quarti di finale.
      Qualificata ai play-off.
      Qualificata ai quarti di finale di Coppa CEV.

#### Girone E

##### Risultati
| 8 novembre 2023 Łódź Sport Arena, Łódź Durata: 1h:53 - Spettatori: 1 850            | ŁKS              | 1 - 3 | Alba-Blaj        | 23-25, 25-19, 29-31, 17-25        |
| 7 novembre 2023 La Palestre, Le Cannet Durata: 1h:20 - Spettatori: 821              | Volero Le Cannet | 3 - 0 | Prometej         | 25-20, 25-22, 25-20               |
| 15 novembre 2023 Sala Sporturilor, Mioveni Durata: 1h:29 - Spettatori: 850          | Prometej         | 0 - 3 | ŁKS              | 20-25, 17-25, 23-25               |
| 15 novembre 2023 Sala polivalentă Alba Blaj, Blaj Durata: 2h:05 - Spettatori: 1 750 | Alba-Blaj        | 2 - 3 | Volero Le Cannet | 18-25, 25-22, 25-15, 20-25, 13-15 |
| 30 novembre 2023 La Palestre, Le Cannet Durata: 2h:23 - Spettatori: 857             | Volero Le Cannet | 3 - 2 | ŁKS              | 23-25, 25-18, 25-15, 20-25, 15-7  |
| 29 novembre 2023 Sala polivalentă Alba Blaj, Blaj Durata: 2h:26 - Spettatori: 1 800 | Alba-Blaj        | 2 - 3 | Prometej         | 23-25, 25-21, 25-18, 18-25, 8-15  |
| 5 dicembre 2023 Łódź Sport Arena, Łódź Durata: 2h:16 - Spettatori: 2 100            | ŁKS              | 3 - 2 | Prometej         | 25-23, 22-25, 28-26, 23-25, 15-10 |
| 5 dicembre 2023 La Palestre, Le Cannet Durata: 1h:21 - Spettatori: 1 043            | Volero Le Cannet | 0 - 3 | Alba-Blaj        | 23-25, 24-26, 15-25               |
| 11 gennaio 2024 Sala polivalentă Alba Blaj, Blaj Durata: 1h:16 - Spettatori: 1 708  | Alba-Blaj        | 0 - 3 | ŁKS              | 16-25, 20-25, 14-25               |
| 11 gennaio 2024 Sala Sporturilor, Mioveni Durata: 1h:46 - Spettatori: 300           | Prometej         | 3 - 1 | Volero Le Cannet | 25-20, 25-13, 24-26, 25-16        |
| 16 gennaio 2024 Łódź Sport Arena, Łódź Durata: 1h:57 - Spettatori: 2 630            | ŁKS              | 3 - 2 | Volero Le Cannet | 19-25, 25-21, 24-26, 25-20, 15-11 |
| 16 gennaio 2024 Sala Sporturilor, Mioveni Durata: 2h:06 - Spettatori: 300           | Prometej         | 3 - 1 | Alba-Blaj        | 25-22, 25-20, 16-25, 25-21        |

##### Classifica
| Pos. | Squadra          | Pt | G | V | P | SV | SP | Ratio | PF  | PS  | Ratio |
| ---- | ---------------- | -- | - | - | - | -- | -- | ----- | --- | --- | ----- |
| 1.   | ŁKS              | 11 | 6 | 4 | 2 | 15 | 10 | 1,500 | 555 | 530 | 1,047 |
| 2.   | Prometej         | 9  | 6 | 3 | 3 | 11 | 13 | 0,846 | 525 | 525 | 1,000 |
| 3.   | Volero Le Cannet | 8  | 6 | 3 | 3 | 12 | 13 | 0,923 | 525 | 536 | 0,979 |
| 4.   | Alba-Blaj        | 8  | 6 | 2 | 4 | 11 | 13 | 0,846 | 514 | 528 | 0,973 |

      Qualificata ai quarti di finale.
      Qualificata ai play-off.
      Qualificata ai quarti di finale di Coppa CEV.

#### Classifica generale
| Pos. | Squadra                | Pt | G | V | P | SV | SP | Ratio | PF  | PS  | Ratio |
| ---- | ---------------------- | -- | - | - | - | -- | -- | ----- | --- | --- | ----- |
| 1C.  | Fenerbahçe             | 18 | 6 | 6 | 0 | 18 | 0  | MAX   | 451 | 331 | 1,363 |
| 1B.  | Savino Del Bene        | 18 | 6 | 6 | 0 | 18 | 2  | 9,000 | 493 | 377 | 1,308 |
| 1D.  | Imoco                  | 18 | 6 | 6 | 0 | 18 | 3  | 6,000 | 516 | 384 | 1,344 |
| 1A.  | Pro Victoria           | 16 | 6 | 5 | 1 | 17 | 4  | 4,250 | 492 | 366 | 1,344 |
| 1E.  | ŁKS                    | 11 | 6 | 4 | 2 | 15 | 10 | 1,500 | 555 | 530 | 1,047 |
|      |                        |    |   |   |   |    |    |       |     |     |       |
| 2A.  | VakıfBank              | 14 | 6 | 5 | 1 | 15 | 6  | 2,500 | 480 | 424 | 1,132 |
| 2B.  | Eczacıbaşı             | 12 | 6 | 4 | 2 | 14 | 7  | 2,000 | 503 | 441 | 1,141 |
| 2C.  | Potsdam                | 11 | 6 | 4 | 2 | 12 | 9  | 1,333 | 463 | 457 | 1,013 |
| 2D.  | MTV Stoccarda          | 9  | 6 | 3 | 3 | 12 | 11 | 1,091 | 504 | 466 | 1,082 |
| 2E.  | Prometej               | 9  | 6 | 3 | 3 | 11 | 13 | 0,846 | 525 | 525 | 1,000 |
|      |                        |    |   |   |   |    |    |       |     |     |       |
| 3D.  | Developres Rzeszów     | 9  | 6 | 3 | 3 | 13 | 13 | 1,000 | 543 | 572 | 0,949 |
| 3E.  | Volero Le Cannet       | 8  | 6 | 3 | 3 | 12 | 13 | 0,923 | 525 | 536 | 0,979 |
| 3C.  | Budowlani Łódź         | 6  | 6 | 2 | 4 | 7  | 13 | 0,538 | 427 | 461 | 0,926 |
| 3A.  | Jedinstvo Stara Pazova | 5  | 6 | 2 | 4 | 7  | 15 | 0,467 | 427 | 495 | 0,863 |
| 3B.  | Vasas                  | 4  | 6 | 1 | 5 | 6  | 15 | 0,400 | 416 | 483 | 0,861 |
|      |                        |    |   |   |   |    |    |       |     |     |       |
| 4E.  | Alba-Blaj              | 8  | 6 | 2 | 4 | 11 | 13 | 0,846 | 514 | 528 | 0,973 |
| 4B.  | Marica                 | 2  | 6 | 1 | 5 | 3  | 17 | 0,176 | 358 | 469 | 0,763 |
| 4A.  | Mulhouse               | 1  | 6 | 0 | 6 | 4  | 18 | 0,222 | 412 | 526 | 0,783 |
| 4C.  | Kamnik                 | 1  | 6 | 0 | 6 | 3  | 18 | 0,167 | 409 | 501 | 0,816 |
| 4D.  | Asterix Avo            | 0  | 6 | 0 | 6 | 2  | 18 | 0,111 | 357 | 498 | 0,717 |

      Qualificata ai quarti di finale.
      Qualificata ai play-off.
      Qualificata ai quarti di finale di Coppa CEV.

### Fase a eliminazione diretta

#### Tabellone
|  | Play-off | Play-off           | Play-off | Play-off |  |  | Quarti di finale | Quarti di finale | Quarti di finale | Quarti di finale |   |     | Semifinali | Semifinali   | Semifinali | Semifinali   |   |  | Finale | Finale | Finale |  |
|  |          |                    |          |          |  |  |                  |                  |                  |                  |   |     |            |              |            |              |   |  |        |        |        |  |
|  | 3D       | Developres Rzeszów | 0        | 0        |  |  |                  |                  |                  |                  |   |     |            |              |            |              |   |  |        |        |        |  |
|  | 2A       | VakıfBank          | 3        | 3        |  |  | 2A               | VakıfBank        | 1                | 1                |   |     |            |              |            |              |   |  |        |        |        |  |
|  |          |                    |          |          |  |  | 1D               | Imoco            | 3                | 3                |   |     |            |              |            |              |   |  |        |        |        |  |
|  |          |                    |          |          |  |  |                  |                  |                  |                  |   |     | 1D         | Imoco        | 3          | 3            |   |  |        |        |        |  |
|  | 2E       | Prometej           | 0        | 1        |  |  |                  |                  | 2B               | Eczacıbaşı       | 2 | 1   |            |              |            |              |   |  |        |        |        |  |
|  | 2B       | Eczacıbaşı         | 3        | 3        |  |  | 2B               | Eczacıbaşı       | 3                | 3                |   |     |            |              |            |              |   |  |        |        |        |  |
|  |          |                    |          |          |  |  | 1B               | Savino Del Bene  | 2                | 2                |   |     |            |              |            |              |   |  |        |        |        |  |
|  |          |                    |          |          |  |  |                  |                  |                  |                  |   |     | 1D         | Imoco        | 3          |              |   |  |        |        |        |  |
|  |          |                    |          |          |  |  |                  |                  |                  |                  |   |     |            |              | 1A         | Pro Victoria | 2 |  |        |        |        |  |
|  |          |                    |          |          |  |  | 1E               | ŁKS              | 1                | 0                |   |     |            |              |            |              |   |  |        |        |        |  |
|  |          |                    |          |          |  |  | 1A               | Pro Victoria     | 3                | 3                |   |     |            |              |            |              |   |  |        |        |        |  |
|  |          |                    |          |          |  |  |                  |                  |                  |                  |   |     | 1A         | Pro Victoria | 3          | 115          |   |  |        |        |        |  |
|  | 2D       | MTV Stoccarda      | 3        | 3        |  |  |                  |                  | 1C               | Fenerbahçe       | 0 | 311 |            |              |            |              |   |  |        |        |        |  |
|  | 2C       | Potsdam            | 0        | 0        |  |  | 2D               | MTV Stoccarda    | 3                | 1                |   |     |            |              |            |              |   |  |        |        |        |  |
|  |          |                    |          |          |  |  | 1C               | Fenerbahçe       | 2                | 3                |   |     |            |              |            |              |   |  |        |        |        |  |

#### Risultati

##### Play-off

###### Andata
| 30 gennaio 2024 Hala Podpromie, Rzeszów Durata: 1h:16 - Spettatori: 3 100  | Developres Rzeszów | 0 - 3 | VakıfBank  | 20-25, 12-25, 26-28 |
| 1º febbraio 2024 Sala Sporturilor, Mioveni Durata: 1h:04 - Spettatori: 900 | Prometej           | 0 - 3 | Eczacıbaşı | 15-25, 13-25, 16-25 |
| 1º febbraio 2024 SCHARRena, Stoccarda Durata: 1h:23 - Spettatori: 1 826    | MTV Stoccarda      | 3 - 0 | Potsdam    | 25-18, 27-25, 25-19 |

###### Ritorno
| 8 febbraio 2024 VakıfBank Spor Sarayı, Istanbul Durata: 1h:10 - Spettatori: 2 600    | VakıfBank  | 3 - 0 | Developres Rzeszów | 25-12, 25-18, 25-23        |
| 7 febbraio 2024 Burhan Felek Spor Salonu, Istanbul Durata: 1h:41 - Spettatori: 1 350 | Eczacıbaşı | 3 - 1 | Prometej           | 25-20, 25-15, 23-25, 25-16 |
| 7 febbraio 2024 MBS Arena Potsdam, Potsdam Durata: 1h:14 - Spettatori: 1 189         | Potsdam    | 0 - 3 | MTV Stoccarda      | 19-25, 24-26, 22-25        |

##### Quarti di finale

###### Andata
| 20 febbraio 2024 VakıfBank Spor Sarayı, Istanbul Durata: 1h:49 - Spettatori: 2 640    | VakıfBank     | 1 - 3 | Imoco           | 25-23, 17-25, 18-25, 18-25        |
| 21 febbraio 2024 Burhan Felek Spor Salonu, Istanbul Durata: 2h:17 - Spettatori: 3 850 | Eczacıbaşı    | 3 - 2 | Savino Del Bene | 23-25, 25-21, 24-26, 25-17, 15-10 |
| 20 febbraio 2024 Łódź Sport Arena, Łódź Durata: 1h:34 - Spettatori: 2 870             | ŁKS           | 1 - 3 | Pro Victoria    | 18-25, 25-14, 18-25, 14-25        |
| 20 febbraio 2024 SCHARRena, Stoccarda Durata: 2h:00 - Spettatori: 2 251               | MTV Stoccarda | 3 - 2 | Fenerbahçe      | 22-25, 26-24, 19-25, 25-20, 15-10 |

###### Ritorno
| 29 febbraio 2024 PalaVerde, Villorba Durata: 1h:34 - Spettatori: 5 103                | Imoco           | 3 - 1 | VakıfBank     | 20-25, 25-18, 25-19, 25-16        |
| 28 febbraio 2024 Palazzo Wanny, Firenze Durata: 2h:18 - Spettatori: 3 625             | Savino Del Bene | 2 - 3 | Eczacıbaşı    | 25-27, 25-20, 25-18, 22-25, 12-15 |
| 29 febbraio 2024 Palalido, Milano Durata: 1h:19 - Spettatori: 3 899                   | Pro Victoria    | 3 - 0 | ŁKS           | 25-21, 25-14, 25-23               |
| 28 febbraio 2024 Burhan Felek Spor Salonu, Istanbul Durata: 1h:40 - Spettatori: 7 000 | Fenerbahçe      | 3 - 1 | MTV Stoccarda | 25-15, 25-15, 23-25, 25-19        |

##### Semifinali

###### Andata
| 14 marzo 2024 PalaVerde, Villorba Durata: 2h:15 - Spettatori: 5 344 | Imoco        | 3 - 2 | Eczacıbaşı | 26-28, 20-25, 25-14, 25-22, 18-16 |
| 12 marzo 2024 Palalido, Milano Durata: 1h:26 - Spettatori: 4 367    | Pro Victoria | 3 - 0 | Fenerbahçe | 25-21, 27-25, 25-20               |

###### Ritorno
| 20 marzo 2024 Burhan Felek Spor Salonu, Istanbul Durata: 1h:41 - Spettatori: 5 500 | Eczacıbaşı | 1 - 3 | Imoco        | 17-25, 15-25, 26-24, 16-25                   |
| 19 marzo 2024 Burhan Felek Spor Salonu, Istanbul Durata: 2h:00 - Spettatori: 7 000 | Fenerbahçe | 3 - 1 | Pro Victoria | 25-15, 26-28, 25-22, 25-23 Golden set: 11-15 |

##### Finale
| 5 maggio 2024 Antalya Spor Salonu, Adalia Durata: 1h:59 - Spettatori: 9 300 | Imoco | 3 - 2 | Pro Victoria | 25-14, 23-25, 25-19, 19-25, 15-9 |

## Statistiche
| Rendimento individuale | Rendimento individuale | Rendimento individuale | Rendimento individuale |
| Pos.                   | Nome                   | Punti                  | Squadra                |
| ---------------------- | ---------------------- | ---------------------- | ---------------------- |
| 1                      | Tijana Bošković        | 259                    | Eczacıbaşı             |
| 2                      | Isabelle Haak          | 244                    | Imoco                  |
| 3                      | Paola Egonu            | 218                    | Pro Victoria           |
| 4                      | Iris Vos               | 195                    | Asterix Avo            |
| 5                      | Krystal Rivers         | 189                    | MTV Stoccarda          |
| 6                      | Ekaterina Antropova    | 175                    | Savino Del Bene        |
| 7                      | Arina Fedorovceva      | 174                    | Fenerbahçe             |
| 8                      | Valentina Diouf        | 172                    | ŁKS                    |
| 9                      | Manon Stragier         | 163                    | Asterix Avo            |
| 10                     | Gabriela Orvošová      | 133                    | Developres Rzeszów     |

| Attacchi vincenti | Attacchi vincenti   | Attacchi vincenti | Attacchi vincenti |
| Pos.              | Nome                | Punti             | Squadra           |
| ----------------- | ------------------- | ----------------- | ----------------- |
| 1                 | Tijana Bošković     | 221               | Eczacıbaşı        |
| 2                 | Isabelle Haak       | 208               | Imoco             |
| 3                 | Paola Egonu         | 181               | Pro Victoria      |
| 4                 | Krystal Rivers      | 171               | MTV Stoccarda     |
| 5                 | Iris Vos            | 166               | Asterix Avo       |
| 6                 | Valentina Diouf     | 149               | ŁKS               |
| 7                 | Manon Stragier      | 138               | Asterix Avo       |
| 8                 | Ekaterina Antropova | 137               | Savino Del Bene   |
| 9                 | Arina Fedorovceva   | 128               | Fenerbahçe        |
| 10                | Bogumila Bjarda     | 117               | Alba-Blaj         |

| Muri vincenti | Muri vincenti         | Muri vincenti | Muri vincenti   |
| Pos.          | Nome                  | Punti         | Squadra         |
| ------------- | --------------------- | ------------- | --------------- |
| 1             | Jovana Kocić          | 45            | Alba-Blaj       |
| 2             | Ana Carolina da Silva | 28            | Savino Del Bene |
| 2             | Dana Rettke           | 28            | Pro Victoria    |
| 4             | Robin de Kruijf       | 25            | Imoco           |
| 4             | Chiaka Ogbogu         | 25            | VakıfBank       |
| 4             | Eline Timmerman       | 25            | MTV Stoccarda   |
| 7             | Paola Egonu           | 23            | Pro Victoria    |
| 7             | Svitlana Lidiaieva    | 23            | Prometej        |
| 7             | Nneka Onyejekwe       | 23            | Alba-Blaj       |
| 10            | Tijana Bošković       | 21            | Eczacıbaşı      |
| 10            | Raphaela Folie        | 21            | Pro Victoria    |
| 10            | Kamila Ganszczyk      | 21            | ŁKS             |
| 10            | Laura Heyrman         | 21            | Pro Victoria    |

| Battute vincenti | Battute vincenti    | Battute vincenti | Battute vincenti |
| Pos.             | Nome                | Punti            | Squadra          |
| ---------------- | ------------------- | ---------------- | ---------------- |
| 1                | Arina Fedorovceva   | 34               | Fenerbahçe       |
| 2                | Iris Vos            | 21               | Asterix Avo      |
| 3                | Ekaterina Antropova | 19               | Savino Del Bene  |
| 3                | Isabelle Haak       | 19               | Imoco            |
| 5                | Tijana Bošković     | 17               | Eczacıbaşı       |
| 6                | Paola Egonu         | 15               | Pro Victoria     |
| 6                | Manon Stragier      | 15               | Asterix Avo      |
| 8                | Alexandra Frantti   | 14               | VakıfBank        |
| 8                | Anna Koulberg       | 14               | Asterix Avo      |
| 10               | Charlotte Krenicky  | 13               | Asterix Avo      |
| 10               | María Segura        | 13               | MTV Stoccarda    |